# Coloration d'oxydation
La coloration d'oxydation, appelée coloration permanente, est une coloration durable (c'est-à-dire résistante aux shampoings et autres agressions) recouvrant les pigments naturels du cheveu.

## Description
Elle est employée avec un gel colorant et un oxydant permettant de couvrir la totalité des cheveux blancs, d'éclaircir ou de foncer la base naturelle des cheveux.
La décoloration est une étape préalable à la coloration quand celle-ci a pour but d'éclaircir la base naturelle des cheveux afin d'y apporter un reflet spécifique tel que doré, cendré ou rouge. Le peroxyde d'hydrogène peut être utilisé.